# 一葉櫻
一葉櫻（Prunus lannesiana Wils. cv. Hisakura）是一種櫻花屬植物，分布於日本，為混種櫻花。

## 特徴
熊谷櫻於四月中旬進入開花期，花為八重花、呈現淡紅色。